# 匹茨漢爾莊園

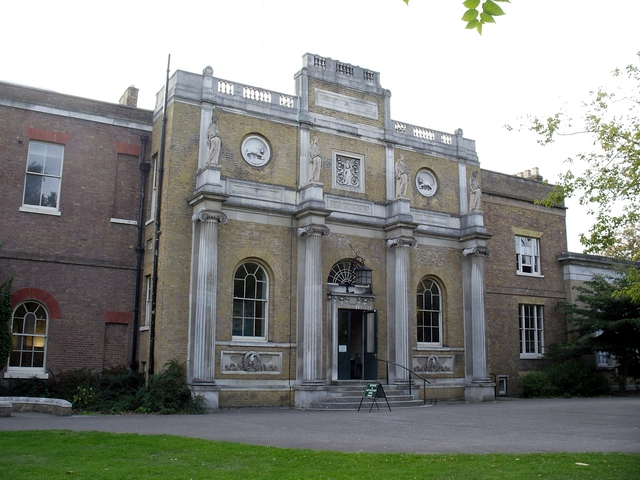
匹茨漢爾莊園

匹茨漢爾莊園（Pitzhanger Manor）是位於英國倫敦西部伊令倫敦自治市的一個莊園。匹茨漢爾莊園修建於1800年至1810年期間，由新古典主義建築家約翰·索恩設計修建，他也是這座莊園的所有者。20世紀之後莊園曾經作為圖書館使用，但現在已經得到修復。匹茨漢爾莊園是英國的一級登錄建築。

## 外部連結
- 官方網站（页面存档备份，存于）

51°30′39.95″N 00°18′26.02″W / 51.5110972°N 0.3072278°W